# Wojciech Rychlewicz
Wojciech Rychlewicz (ur. 24 czerwca 1903 w Mielnikowcach koło Niemirowa na Podolu, zm. 8 grudnia 1964 w Londynie) – polski dyplomata, urzędnik konsularny, w latach 1938–1941 kierował Konsulatem Generalnym RP w Stambule. W czasie II wojny światowej zaangażowany był w wydawanie dokumentów polskim Żydom, co umożliwiło wyjazd wielu z nich do Palestyny i obu Ameryk. Pracownik "Dwójki", czyli przedwojennego polskiego wywiadu, gdzie miał pseudonim "Gazi".

## Życiorys

### Rodzina i wykształcenie
Urodził się w rodzinie ziemiańskiej jako syn Józefa Kazimierza Rychlewicza h. Pobóg (1864–1933) i Heleny z d. Reutt h. Gozdawa. Jego ojciec był absolwentem Wydziału Chemicznego na Politechnice Ryskiej i dzierżawcą dóbr Mielnikowce w guberni podolskiej, należących do Czerwińskich, zaś w II RP prezesem Komisji Szacunkowej Wileńskiego Banku Ziemskiego. Jego prababką była Maryla Wereszczakówna.
Jako 17-latek wziął udział w wojnie polsko-bolszewickiej. W 1920 osiadł w Wilnie, gdzie zdał maturę. Studiował inżynierię wodną na Politechnice Warszawskiej w latach 1924–1926, a w latach 1926–1931 w Wyższej Szkole Handlowej. Od 1924 był członkiem korporacji akademickiej Arkonia, w tym w latach 1928–1930 jej prezesem.

### Kariera dyplomatyczna
Po studiach wstąpił do polskiej służby dyplomatycznej. 1 marca 1936 rozpoczął pracę w Konsulacie Generalnym RP w Stambule, w tym od 1 lipca 1937 jako attaché kulturalny, a następnie od 1 kwietnia 1939 do 1 kwietnia 1941 pełnił funkcję kierownika Konsulatu. W czerwcu 1938 został odznaczony Srebrnym Krzyżem Zasługi za zasługi w służbie państwowej. 
Pracując na placówce w Turcji był zarazem pracownikiem polskiego wywiady wojskowego ("Dwójki"). Jako agent "Gazi" (z tureckiego "władca") przygotowywał raporty o aktywności sowieckiej i niemieckiej w Turcji i na Bliskim Wschodzie. We wrześniu 1939 zaangażowany był w przerzut 75 ton złota Banku Polskiego (organizatorami akcji byli Ignacy Matuszewski i Henryk Floyar-Rajchman) poprzez Rumunię, Turcję do Francji.
Jego najważniejszą akcją w trakcie kierowania konsulatem w Stambule było wydanie tysiącom polskich Żydów fałszywych zaświadczeń o tym, że są polskimi katolikami. Umożliwiło im to wyjazd do Palestyny oraz do kilku państw Ameryki Północnej i Południowej. Zaświadczenia wystawiane były przez konsula Rychlewicza bezpłatnie i o całej sprawie poinformowany był Rząd RP na uchodźstwie.
W 1942 Rychlewicz dołączył w Palestynie do Armii Andersa, z którą przeszedł szlak bojowy do Włoch. Służbę zakończył w randze podporucznika w Austrii, gdzie zajmował się opieką nad polskimi uchodźcami. Po 1946 wraz z żoną przeniósł się do Londynu, gdzie pracował w hotelarstwie. Pochowany został na londyńskim cmentarzu Sheen.

## Opinie
Według Wiktora Drymmera, kierownika Wydziału Personalnego w MSZ w latach 1931–1939: „Konsul Wojciech Rychlewicz był jednym z pierwszych przyjętych przeze mnie praktykantów, który został mianowany na samodzielną placówkę konsularną. Był wzorowym urzędnikiem polskiej Służby Zagranicznej. Jego pracę w Stambule uważam za przykładową: wzorowy stosunek do interesantów, świetna organizacja pracy, spokój i pracowitość. Nie mogę przy tej sposobności pominąć dzielnej towarzyszki jego życia, pani Rychlewiczowej, która była niezmiernie pożyteczną w opiece nad emigrantami”.
Zaś Felicjan Sławoj Składkowski, oceniając swój pobyt w Stambule w połowie 1940, napisał: „Zarówno konsul Rychlewicz, jak pułkownik Machalski i naczelnik Kunicki oraz ich podkomendni zrobili na moich oczach Wielką pracę. Przede wszystkim mimo ogromnych trudności przewieźli, kierując do miejsc bezpiecznych dużą ilość istnień polskich”.